# Ringebu
Ringebu est une kommune de Norvège. Elle est située dans le comté d'Innlandet.
Ringebu a reçu le prix de la ville la plus écologique en 2011.